# Carson Clark
Carson Martin Clark est un joueur américain de volley-ball né le 20 janvier 1989 à Santa Barbara dans l'état de Californie. Il mesure 1,96 m et joue au poste d'attaquant. Il totalise 25 sélections en équipe des États-Unis.
Il signe en juillet 2012, un contrat d'un an avec le Montpellier Volley.

## Clubs
| Club           | Pays   | De        | À         |
| -------------- | ------ | --------- | --------- |
| Montpellier UC | France | 2012-2013 | 2012-2013 |

## Palmarès
- Championnat NCAA (1)
  - Vainqueur : 2009, 2012